# 시차증
시차증(時差症)은 서캐디안 리듬의 생리학적 증상으로, 서캐디안 리듬 수면 장애 가운데 하나로 분류된다. 제트기처럼 먼 거리(동에서 서로, 또는 서에서 동으로)를 빠르게 여행할 때 일어나며 이로써 신체나 정신 기능이 변화하는 증상을 말한다. 이 증상은 수일이 걸릴 수 있다.

## 증상
시차증의 증상은 시간대 변화의 양에 따라 매우 다양하다. 이를테면 다음을 포함한다:
- 소화 문제
- 두통
- 피로, 불면증
- 혼미, 과민 반응
- 온화한 우울증

이 밖에도 메스꺼움이나 귀앓이를 앓는다는지 발이 부풀어 오르는 경우도 있으며 원인이 시간대 변화라기 보다 여행을 한 방법에 문제가 있을 수 있다.

## 같이 보기
- 심야 비행